# Gainfeld
Das Gainfeld ist ein Hochtal mit teils spezieller Alpenflora westlich oberhalb von Bischofshofen im Pongau und zugleich Ortsteil von Bischofshofen.
Es befindet sich zwischen Bischofshofen und den östlichen Ausläufern des Hochkönigmassivs, den Mandlwänden, auf einer mittleren Höhe von 865 m ü. A.
Das Gainfeldtal wird nördlich von buchendominierte Wäldern über Kalk (teilweise noch recht naturnah), südlich von Fichtenwälder über Grauwacke dominiert. Das hintere Tal bei der Kematenalm ist einsam und wenig begangen, nördlich oberhalb ist das Moor bei der Grünmaißalm noch ein anthropogen praktisch nicht beeinflusstes Hochmoor. Beim Talschluss geht es in Richtung Hochkönig hinauf: bunte Almwiesen, Schuttfluren und Felsen prägen das Bild. Das Bauerngut Egg im Gainfeld wurde als Ritterlehen der Herren von Pongau bereits 1180 erwähnt. Da fiel es wieder an das Salzburger Erzbistum zurück und kam 1304 an die Herren von Guetrat. Am östlichen Ausgang des Gainfelds befindet sich die Paul-Außerleitner-Schanze.
Koordinaten: 47° 25′ 2,9″ N, 13° 11′ 1,7″ O